# Villazzano
Villazzano è una frazione oltre a essere anche la circoscrizione amministrativa numero 9 di Trento. È stato comune autonomo fino al 1926.
Il borgo, di evidente origine medioevale e abbellito con numerose ville aristocratiche nei secoli XVII-XVIII, è raccolto intorno alla Piazza Nicolini, a circa 340 m di quota. Appena a nord si sviluppa il minuto centro storico lungo la Strada Stretta, a sud invece si apre Via Della Villa, lungo la quale si trovano i principali servizi, oltre a palazzine residenziali. A est della piazza, (lato monte), si apre il bel giardino di Villa De Carli, oggi centro di ricerca materiali, mentre a pochi passi verso ovest la Villa De Mersi offre uno dei parchi pubblici più vasti del comune di Trento, tra l'altro raro esempio in Italia di giardino in pendenza ripida, con aiuole di lavanda, fontana circondata da cipressi e prato contornato da viburni e meli, attraversato da vialetti contornati di rose rosse.

## Clima e tempo meteorologico
Il clima di Villazzano è moderatamente continentale, con estati calde ma ventilate e inverni freddi, le stagioni intermedie sono spesso umide ma caratterizzate da elevata variabilità. L'estate è molto soleggiata e calda ma con bassi livelli di umidità. Tra la metà di giugno e i primi di agosto le massime raggiungono e superano i 32 °C, sebbene il caldo sia alleviato da costanti brezze. Temperature di 35 °C o più sono rare. Le minime sono gradevoli rispetto al fondovalle, aggirandosi sui 16-20 °C. Temporali occasionali anche di forte intensità possono svilupparsi nel pomeriggio in periodi di attività convettiva, facendo bruscamente calare le temperature anche di 10 °C in un'ora. In settembre il clima è gradevole, da metà ottobre a inizio novembre si può ammirare il foliage di aceri e viti in modo particolare. L'autunno è la stagione più piovosa, con temperature in deciso calo e nuvolosità diffusa. Le gelate notturne sono comuni da metà novembre a metà marzo, talvolta persino in aprile. Nel cuore dell'inverno può nevicare abbondantemente, soprattutto tra dicembre e gennaio, dato che febbraio e marzo sono mesi tendenzialmente più secchi. Una coltre di brina può formarsi al suolo in questo periodo quando i giorni sono limpidi e tersi.  La primavera vede un tempo variabile, con giornate calde fino a superare i 20 °C già a marzo alternate da giornate fredde e piovose.

## Monumenti e luoghi di interesse
- La parrocchia di Villazzano è dedicata a Santo Stefano protomartire
- Chiesa di Santo Stefano, chiesa sussidiaria.
- Il santuario dedicato alla Madonna di Loreto
- Villa de Mersi
- Teatro di Villazzano

## Amministrazione

### Gemellaggi
Villazzano è gemellata con  Znojmo, dal 1996.

## Infrastrutture e trasporti
Nella frazione c'è una stazione della Ferrovia Trento-Venezia (o ferrovia della Valsugana).
La linea 6 del servizio urbano di autobus di Trento fornisce il più rapido collegamento col centro cittadino (ca. 10-15 minuti), con corse ogni 20 minuti i giorni feriali e ogni ora in quelli festivi. La linea 13 invece consente un diretto collegamento con l'area industrial-commerciale di Trento Sud. Durante il periodo festivo il 6 viene sostituito dal 1/